# Андромах (магистр оффиций)
Андромах (лат. Andromachus; умер не ранее 495) — магистр оффиций при правителе Италии Одоакре (вторая половина 480-х годов) и глава римского сената при короле остготов Теодорихе Великом (середина 490-х годов).

## Биография
Андромах известен из нескольких современных ему документов эпистолярного и юридического характера.
О происхождении Андромаха сведений не сохранилось. В современных ему исторических источниках он называется магистром оффиций правителя Италии Одоакра. Предыдущей известной персоной занимавшей эту должность был в последний раз упоминавшийся в 483 году Север Антонин, следующим — занимавший её с приблизительно с 492 по 494 год Флавий Аниций Проб Фауст Юниор Нигер. Так как Одоакр не умел писать, он поручал визировать от своего имени все документы магистрам оффиций. Известны две такие подписанные Андромахом хартии. Один из документов — данный в марте 489 года комиту доместиков Пиерию так называемый «Папирус Одоакра» — единственный дошедший до нашего времени в подлиннике документ из королевской канцелярии правителя Италии.
Первое упоминание об Андромахе относится к 488 году, когда он по поручению Одоакра возглавил посольство в Константинополь. В датированном мартом 489 года документе об этой дипломатической миссии Андромах упоминался как vir inlustris, магистр оффиций и консилиарий (лат. «vir inlustris et magnificus magister officiorum et consiliarius d[omini] n[ostri] regis Andromachus»). Андромаху и сопровождавшему его комиту священных щедрот Опилию Одоакром и римскими сенаторами было поручено передать византийскому императору Зинону послание короля Италии и захваченные в недавней войне с жившими к северу от Дуная ругами трофеи. Также от имени папы римского Феликса III (II) послы должны были обсудить с константинопольским патриархом Акакием урегулирование богословского спора между восточными и западными христианами. Однако Андромах так и не смог склонить Акакия к компромиссу: возможно, из-за отсутствия желания идти на уступки самого папы римского. После возвращения посольства в Италию враги Андромаха обвинили его в том, что он был подкуплен византийцами. Только публично поклявшись, магистр оффиций смог доказать свою невиновность.
Андромах и после остготского завоевания Апеннинского полуострова сохранил своё влияние в Риме. Предполагается, что он тождественен тому Андромаху, который в середине 490-х годов имел титул vir illustris и возглавлял римский сенат. Его, а также других язычников, папа римский Геласий I в 495 году обвинил в организации празднования Луперкалий в Риме. По утверждению наместника Святого Престола, Андромах инициировал и спонсировал проведение праздника, чтобы с помощью древних римских богов положить конец эпидемии чумы в Кампании. В своём послании «Против Андромаха и других римлян» Геласий I в самых нелицеприятных выражениях характеризовал организаторов Луперкалий. Папа римский не только строжайшим образом повелевал христианам не участвовать в игрищах, но и вообще запрещал Луперкалии. Однако Геласий I не смог убедить римлян окончательно отказаться от этого языческого обычая, так как о существовании этого праздника упоминается и в более позднее время. Только позднее Луперкалии были вытеснены христианским праздником Сретение Господне, введёным в Риме тем же Геласием I.